# Gaertnera trachystyla
Gaertnera trachystyla är en måreväxtart som först beskrevs av William Philip Hiern, och fick sitt nu gällande namn av Ernest Marie Antoine Petit. Gaertnera trachystyla ingår i släktet Gaertnera och familjen måreväxter. Inga underarter finns listade i Catalogue of Life.